# Équipe de Lituanie féminine de handball
Maillots
L'équipe de Lituanie féminine de handball représente la fédération lituanienne de handball lors des compétitions internationales.
Avant l'indépendance du pays en 1990, les handballeurs lituaniens évoluaient sous l'égide de l'Union soviétique.

## Parcours en compétitions internationales
Jeux olympiques
- aucune participation

Championnats du monde.
- 1993 : 13e[1]
- 1995 à 2019 : non qualifié

Championnats d'Europe
- 1994 : non qualifié
- 1996 : 12e
- 1998 à 2018 : non qualifié

Championnat du monde junior
- médaille d'argent en 1999